# Spartiniphaga
Spartiniphaga là một chi bướm đêm thuộc họ Noctuidae, hiện tại nó được coi là đồng nghĩa của Photedes.

## Former species
- Spartiniphaga carterae is now Photedes carterae Schweitzer, 1983
- Spartiniphaga includens is now Photedes includens (Walker, 1858)
- Spartiniphaga inops is now Photedes inops (Grote, 1881)
- Spartiniphaga panatela is now Photedes panatela (Smith, 1904)